# آنتونی، او-دو-سن
شهر آنتونی، او-دو-سن (به فرانسوی: Antony, Hauts-de-Seine) در شهرستان او-دو-سن در ناحیه ایل-دو-فرانس با جمعیت ۶۰٬۵۵۲ نفر در کشور فرانسه واقع شده‌است.